# Phalaenopsis cochlearis
Phalaenopsis cochlearis là một loài thực vật có hoa trong họ Lan. Loài này được Holttum miêu tả khoa học đầu tiên năm 1964.

## Hình ảnh

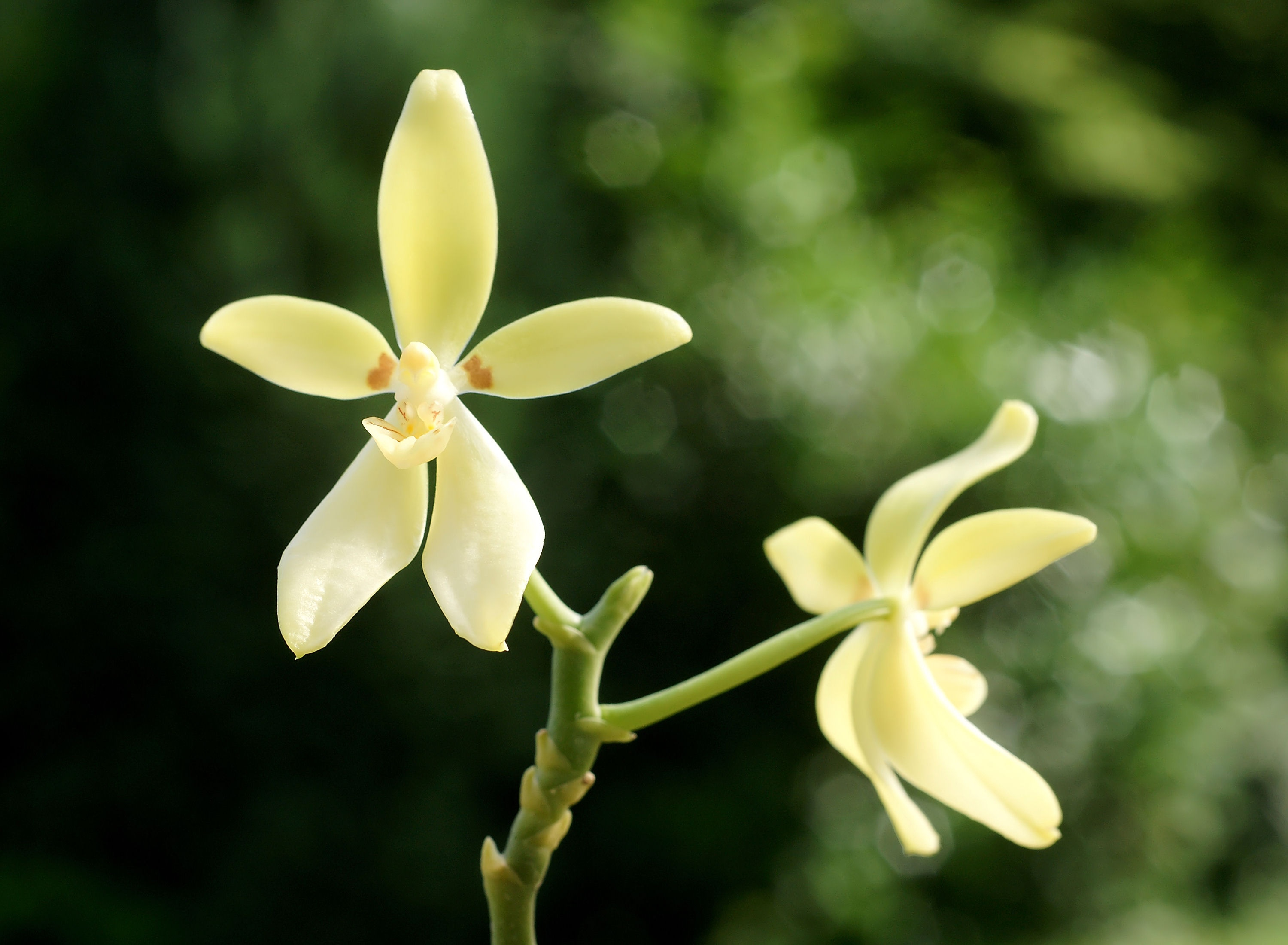
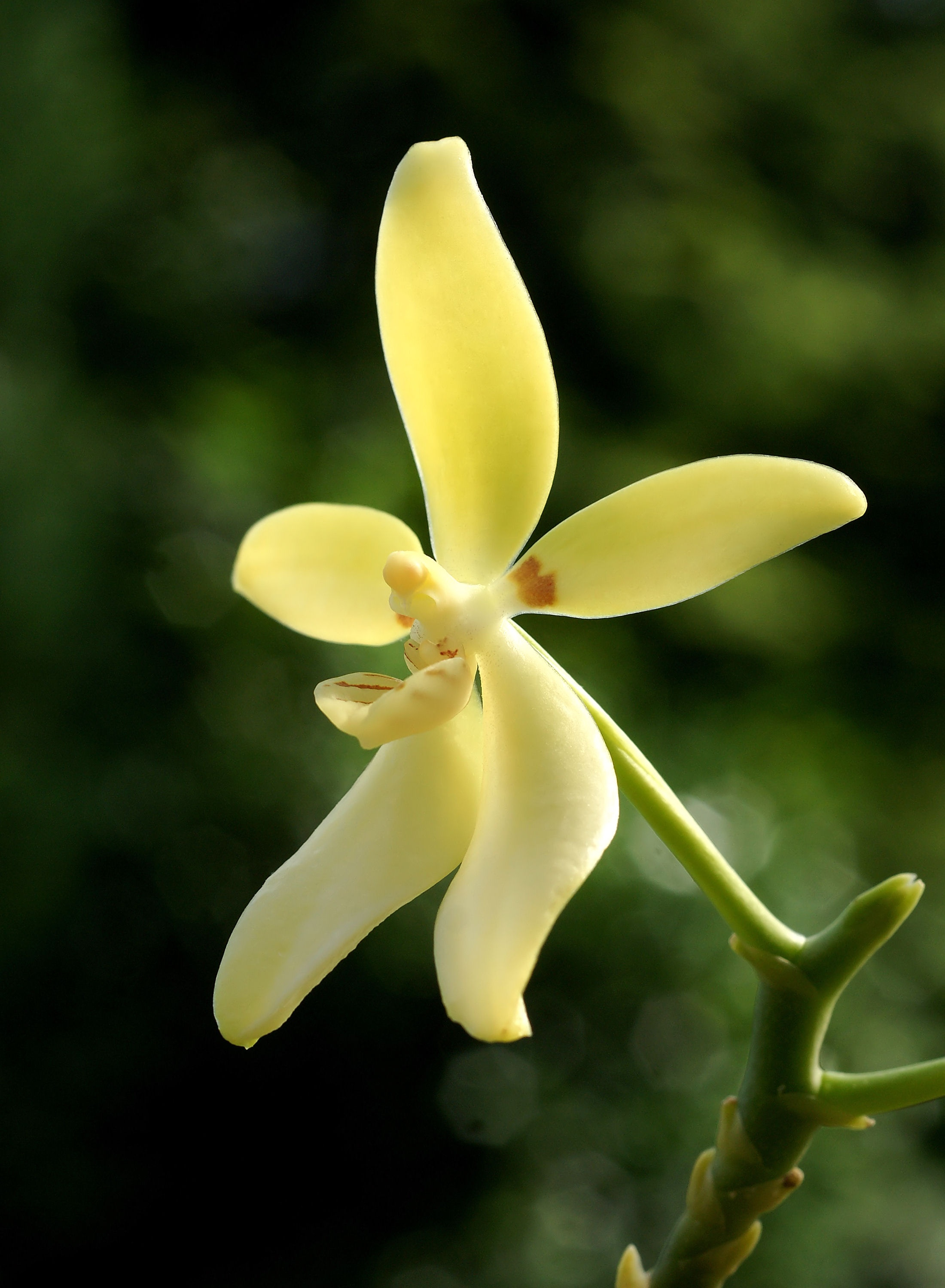
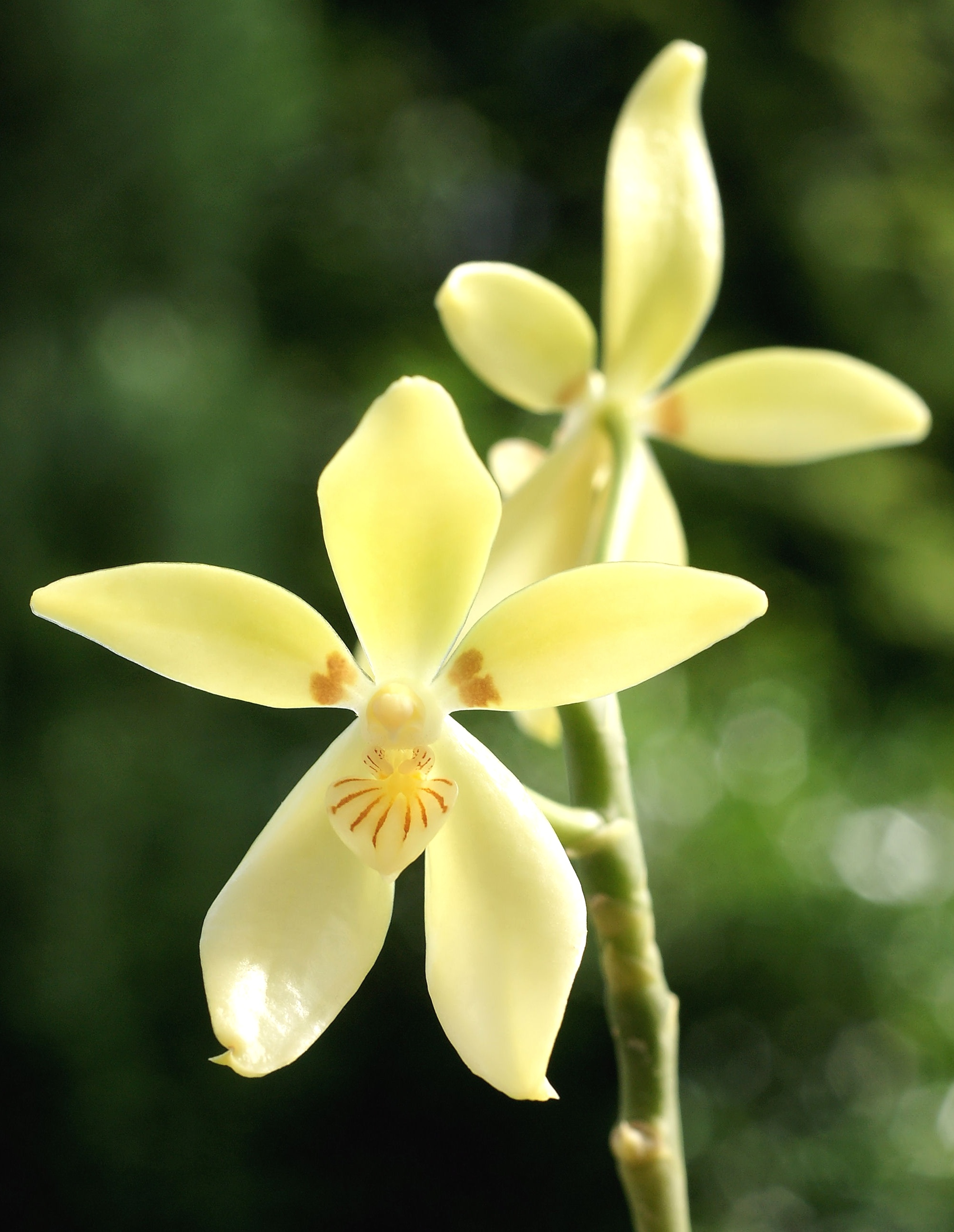